# 297314 Ilterracottaio
297314 Ilterracottaio este o planetă minoră (asteroid) din centura de asteroizi. A fost descoperită pe 7 decembrie 1998 la osservatorio astronomico della Montagna Pistoiese⁠(d) de Maura Tombelli⁠(d). 
Obiectul prezintă o orbită caracterizată de o semiaxă mare de 2,2327500541951 UAi, o excentricitate de 0,11450658508126, o înclinație de 1,8456634736762 ° în raport cu ecliptica.